# Perrissina brunniceps
Perrissina brunniceps là một loài ruồi trong họ Tachinidae.